# I SWIM
《I SWIM》是一套由香港MakerVille及天映制作有限公司製作的運動偶像電視劇，由馮志強執導，呂爵安、魏浚笙、吳海昕及袁澧林領銜主演，邱士縉、楊偉倫、吳啟洋、歐鎮灝、王智騫、王智德、葉振弘及黃奕晨主演，並由陳毅燊、林家熙、梁業、朱鑑然及羅永昌特別演出。游泳指導為前香港游泳代表隊成員蔡曉慧及史丹福游泳學校。
此劇獲邀在第十四屆芝加哥亞洲躍動電影節率先播出首兩集。其後安排於2022年7月11日至22日，逢星期一至五21:30－22:30在ViuTV播出，並由「寶礦力水特40周年」呈獻，製作特輯《I SWIM 製作特輯：最後召集》於2022年7月9日21:30－22:00播出。
此劇根據馮志強導演原創小說《I, SWIM》改編。《ViuTV 2022》節目巡禮之一。
台灣OTT由LiTV 線上影視全劇上架。

## 劇情
兩個青年泳手，展開一段亦師、亦敵、亦友的競賽，一場「天賦」與「努力」的較量，一直伸延到他們的人生賽道。

## 演員表

### 啟賢中學（Kai Yin Secondary School）
- 創校於1990年，為區內一所傳統直資男子學校。
- 該校本設有四社，以班別劃分：A班、B班、C班及D班。

#### A班
| 演員   | 角色   | 備註 |
| 楊偉倫 | 焦Sir  | 大笨焦 A班班主任，為人自私功利，看重教職位 看重黃亞樂，視李馬榮為黃亞樂的威脅 暗戀及追求翁學千 |
| 邱士縉 | 黃亞樂 | AhLok A班學生 A班游泳隊隊長 啟賢中學游泳隊成員 啟賢中學男飛魚 李馬榮之勁敵，視其為進步動力 羅力森、楊士福、趙威之好友 過往一直帶領A班游泳接力隊打嬴C班 於第2集的4×50自由泳接力賽以一己之力反超余浪沖令A班反敗為勝，並以3面金牌的成績成為全場總冠軍 於第4集成功在啟賢中學水運會完成「大滿貫」，成為全部18項個人比賽學校紀錄保持者 於第7集代表啟賢中學參與冠中書院4×50自由泳友誼賽 |
| 王智德 | 羅力森 | Lawson A班學生 A班游泳隊成員 李馬榮之勁敵 黃亞樂之好友，並希望超越其成為飛魚，但同時嫉妒其的泳術成就 輕視C班泳隊眾人，經常出言挑釁 於第5集因在50米落敗給余浪沖而一度受挫不願出戰4×50米自由泳接力賽，後念在和黃亞樂的友誼而在最後一刻出賽 於第10集以校友的身份回到啟賢中學，以「亞軍的驕傲」為題進行分享                                                                          |
| 葉振弘 | 楊士福 | A班學生 A班游泳隊成員 易被挫折擊倒，成為C班泳隊主要攻擊目標 黃亞樂、羅力森之好友 於第5集被何大秋影響在50米自由泳比賽偷步而被取消資格 |
| 江卓科 | 趙 威  | A班學生 A班游泳隊成員 黃亞樂、羅力森、楊士福之好友 |

#### C班
| 演員   | 角色   | 備註 |
| 吳海昕 | 翁學千 | Miss翁 C班班主任，學校新來的老師 任教藝術及歷史科 負責帶游泳隊出戰 經常與李馬榮爭執，後和好 於第3集借簡雲長之口勸說李馬榮暫時解散泳隊以休養生息 於第4集因讓於上年水運會出醜的余浪沖比賽而被校長約見 於第7集帶領黃亞樂、李馬榮、簡雲長、余浪沖迎戰冠中書院4×50自由泳友誼賽 於第10集因被發現與李馬榮發生師生戀而辭職，但在大學上課時重遇李馬榮（有可能和其發展） |
| 呂爵安 | 李馬榮 | Marven、榮仔 C班學生 C班游泳隊隊長 啟賢中學游泳隊成員 全能泳手，從三歲開始習泳，蝶背蛙自無一不精 余浪沖、何大秋、程子帆之好友 經常與翁學千發生衝突，後和好及暗戀其，後於第8集表白失敗 黃亞樂、羅力森之勁敵 於第1集因不滿何大秋表現退步而聲稱把其排除於4×50自由泳接力賽人選，雙方繼而產生衝突。但在第2集證實是以激將法刺激C班泳隊眾人發憤 於第3集聽從翁學千建議暫時解散泳隊 於第5集因被簡雲長刻意在200米背泳讓賽而感到受辱，和其發生衝突 於第6集在4×50自由泳接力賽在泳鏡脫落的情況下仍能反超楊仕福，為余浪沖爭取近10米優勢，同集以4面金牌擊敗黃亞樂成為啟賢中學第31屆水運會全場總冠軍 於第7集代表啟賢中學參與冠中書院4×50自由泳友誼賽 於第10集在大學上課時重遇翁學千 |
| 魏浚笙 | 余浪沖 | 余仔 轉校生，於第1集轉到啟賢中學C班 C班游泳隊成員 啟賢中學游泳隊成員 天才泳手，擁有超強學習能力 李馬榮、何大秋、程子帆之好友 黃亞樂、羅力森之勁敵 簡雲長之小學同學兼好友 與施詠有感情線，於第8集成為其男友，但於第10集分手 游泳時較喜歡第五賽道 為幫補家計，經常在校內向同學兜售零食等雜貨 於第2集因程子帆腿抽筋而替代其出戰4×50自由泳接力賽，但因沒帶泳褲而穿著四角褲比賽，四角褲在比賽時脫落，令黃亞樂趁機反超前，導致C班飲恨屈居亞軍 於第3集被施詠於社交網站接觸請求採訪，追查下被冠中書院學生告知在上年水運會比賽時內褲脫落一事成為了網絡熱話。事件在第4集被施詠報導 於第5集在50米自由泳以23.92秒爆冷擊敗羅力森成為冠軍並追平黃亞樂所創造的學校紀錄 於第6集在被黃亞樂緊追下仍能力保不失，成功帶領C班打敗A班勝出4×50米自由泳接力賽，終結A班5連霸紀錄 於第7集代表啟賢中學參與冠中書院4×50自由泳友誼賽 於第10集成為文憑試狀元 |
| 吳啟洋 | 簡雲長 | 班長 C班班長 C班游泳隊成員 啟賢中學游泳隊成員 余浪沖之小學同學兼好友 李馬榮、何大秋、程子帆之好友 黃亞樂、羅力森之勁敵 經常在課堂瞓覺 於第4集在200米背泳刻意讓賽予李馬榮，因而令其感受辱而和他在第5集發生衝突 於第7集代表啟賢中學參與冠中書院4×50自由泳友誼賽 |
| 歐鎮灝 | 何大秋 | Autumn C班學生 C班游泳隊成員 自命愛情專家，以結識天下女生為己任 李馬榮、余浪沖、簡雲長、程子帆之好友 黃亞樂、羅力森之勁敵 於第1集因被李馬榮踢出水運會4×50自由泳接力賽人選而對其不滿，但不知實為李馬榮安排的心理戰術 於第5集因過於緊張在50米自由泳比賽偷步而被取消資格，更導致楊士福和趙威跟隨偷步而被取消資格 |
| 王智騫 | 程子帆 | 阿帆 C班學生 C班游泳隊成員 游泳風格穩妥如其名 人肉資料庫，由課本內容到日常冷知識都瞭如指掌 李馬榮、余浪沖、何大秋、簡雲長之好友 黃亞樂、羅力森之勁敵 於第2集因腿抽筋而由余浪沖替代出戰4×50自由泳接力賽 於第5集讓出4×50自由泳接力賽的參賽名額予余浪沖 |

### 冠中書院（Quentin College）
| 演員   | 角色   | 備註 |
| 林家熙 | 施 俊  | 學生 施詠之兄 冠中書院的狂熱份子 因「八十週年校慶事件」與啟賢泳隊結怨 於第7集冠中書院在友誼賽落敗後，帶游隊成員追打啟賢中學游隊報復，但後被施詠成功阻止 - 根據原著，角色原名為施棟   |
| 袁澧林 | 施 詠  | 領袖生 施俊之妹 冠中書院校園記者 於第3集因余浪沖在上年水運會的事故而接觸其以進行訪問，並於第4集報導事件 於第7集幫助余浪沖等人逃脫 與余浪沖有感情線，於第8集成為其女友，但於第9集分手 |
| 黃奕晨 | 歐陽彪 | 彪哥 冠中書院游泳隊隊長 章浩之舊識 |
| 梁 業  | 鄭同學 | 天才學生 |
| 范麒智 | 葉添杉 | 冠中書院游泳隊成員 |

### 其他演員
| 演員   | 角色            | 備註 |
| 毛曄穎 | Miss朱          | 啟賢中學英文老師。兼任水運會旁述、廣播員及校園電視台訪問者 已婚 被何大秋誤會為程子帆之暗戀對象              |
| 鄺淑盈 | Miss葉          | 啟賢中學老師，負責比賽召集                                                                                  |
| 余世騰 | 羅校長          | 啟賢中學校長 於第5集以擔心損害校譽為由，要求翁學千禁止余浪沖與水運會出賽 於第10集要求翁學千不要與李馬榮交往 |
| 鄒國基 |                 | 李馬榮父親                                                                                                  |
| 陳月媚 |                 | 李馬榮母親 前香港游泳隊代表                                                                                 |
| 董朗生 |                 | 李馬榮大哥                                                                                                  |
| 孫梓雄 |                 | 李馬榮二哥                                                                                                  |
| 李鐫暉 |                 | 李馬榮三哥                                                                                                  |
| 蔡塏瀅 |                 | 李馬榮大哥女朋友                                                                                            |
| 丁子程 |                 | 李馬榮二哥女朋友                                                                                            |
| 呂璇曦 |                 | 李馬榮三哥女朋友                                                                                            |
| 黃素歡 |                 | 余浪沖母親，單親家長 負債，經常遭遇騙案被騙，令余浪沖需在校售賣零食等雜貨幫補家計                           |
| 陳烈文 | 啟賢中學老師    | |
| 梁麗敏 | 啟賢中學老師    | |
| 莊文迪 | 啟賢中學老師    | |
| 肥美   | 水運會老師      | |
| 伍卓輝 | 月球哥          | 啟賢中學學生                                                                                                |
| 杜穎灃 | 啟賢中學B班泳手 | |
| 朱碩謙 | 啟賢中學B班泳手 | |
| 余文軒 | 啟賢中學D班泳手 | |
| 李卓謙 | 啟賢中學D班泳手 | |
| 弘卓輝 | 啟賢中學學生    | |
| 李越翰 | 啟賢中學學生    | |
| 賴威成 | 啟賢中學學生    | |
| 林子峰 | 啟賢中學學生    | |
| 談奕駿 | 啟賢中學學生    | |
| 馮嘉豪 | 啟賢中學學生    | |
| 曾俊弘 | 啟賢中學學生    | |
| 陳子聰 | 泳手            | |
| 曾永希 | 泳手            | |
| 張廷宇 | 泳手            | |
| 鄧浩深 | 泳手            | |
| 張嘉謙 | 泳手            | |
| 周彥良 | 泳手            | |
| 何仲綸 | 泳手            | |
| 楊君諾 | 泳手            | |
| 李文傑 | 泳手            | |
| 張祐銘 | 泳手            | |
| 姚善竣 | 泳手            | |
| 容浪然 | 泳手            | |
| 馮永雄 | 計時員          | |
| 區溢銘 | 計時員          | |
| 林漢忠 | 計時員          | |
| 譚昊旻 | 計時員          | |
| 梁育銓 | 計時員          | |
| 徐啟源 | 計時員          | |
| 郭兆聰 | 計時員          | |
| 劉卓銘 | 計時員          | |
| 張竣騏 | 計時員          | |
| 周樂怡 | 黃亞樂支持者    | |
| 吳鳳鳴 | 梁校長          | 冠中書院校長                                                                                                |
| 翁演陞 | 郭Sir           | 冠中書院老師                                                                                                |
| 葉慧婷 | 冰              | 冠中書院學生，於第3集騷擾余浪沖以和其合照，被拒後反指控對方騷擾其                                           |
| 葉詠桐 | 雪              | 冠中書院學生，於第3集騷擾余浪沖以和其合照，被拒後反指控對方騷擾其                                           |
| 李頴   |                 | 泳會救生員                                                                                                  |
| 陳銳華 |                 | 泳會救生員                                                                                                  |
| 馮志強 |                 | 麵店食客 |
| 黃殷俊 |                 | 麵店食客 |
| 羅允芝 | 蘇小姐          | |
| 植詠珊 |                 | 服飾店店員                                                                                                  |
| 梁嘉進 | Tom             | |
| 吳玥嬈 |                 | |
| 陳琳琳 |                 | 遇溺女泳客                                                                                                  |

### 特別演出
| 演員   | 角色  | 備註                                                                       |
| 陳毅燊 | 章 浩 | 泳壇明日之星 不斷轉校只為稱霸泳隊 被黃亞樂譽為「努力的天才」               |
| 朱鑑然 |       | 杜師兄 冠中書院校友 畢業後兼職游泳教練 四式全能（曾入選港隊） 重點栽培章浩 |
| 羅永昌 | 保 安 | 翁學千所居住大廈的保安 經常誤會李馬榮前來尋找「住13樓的姚小姐」            |

## 每集列表
| 集數 | 標題             | 上線日期      |
| --- | ---------------- | ------------- |
| 1 | 《轉校生》       | 2022年7月11日 |
| 天才泳手余浪沖轉校來到啟賢中學C班，認識李馬榮、班長、大秋、阿帆等接力隊隊友。隊長李馬榮不甘長年敗給A班；余浪沖的出現，令李馬榮感覺找到泳隊最後一塊拼圖。為此，李馬榮將多年隊友大秋貶作後備，令對方極度不滿，讓接力隊在賽前陷入分裂邊緣。Miss翁首次來到男校當上班主任，眼見李馬榮為了比賽而採取各種「極端手段」壓逼隊友而深感擔憂，卻逐漸發覺對方背後正施行一項危險的策略。 |                  |               |
| 2 | 《危險的策略》   | 2022年7月12日 |
| 余浪沖首次參加水運會，熾熱氣氛下見識到A班兩大主將蛙王羅力森及飛魚黃亞樂的實力。然而余浪沖不忍自己的加入而令C班不和，反過來支持大秋參加個人賽以證實力，更助他奪回接力隊的正選。李馬榮不怒反喜，因為借余浪沖來激發大秋的鬥心，正是他要做的事。正當C班眾人自覺形勢大好，阿帆卻受傷，別無選擇下只能由余浪沖臨時補上。李馬榮立即變陣，一反常規地將最強的泳手放在首三棒，以求在賽事早段大幅領先A班，摧毀對方的士氣，並以從未出場的天才泳手余浪沖來挑戰對方最後一棒的王者黃亞樂！                                          |                  |               |
| 3 | 《重整旗鼓》     | 2022年7月13日 |
| 余浪沖為累及各人錯失冠軍而心生歉疚，功敗垂成的李馬榮萬分忿怒。面對思緒各異的眾人，Miss翁心知幫助各人走出失敗陰霾的重要，下令暫時解散接力隊，重整旗鼓。回歸正常校園生活，但李馬榮竟然逃學去操練，盛怒的Miss翁追至卻不慎遇溺，不諳水性的她更被李馬榮所救。冷靜過後，兩人終可心平氣和地解決泳隊問題，李馬榮逐漸被Miss翁透徹的分析所折服，答應更改泳隊領導方向，並由重新聯繫各人開始。余浪沖與各人逐漸熟絡起來，卻在此時收到一個神秘訊息，來自冠中書院，一個名叫施詠的女生。                                            |                  |               |
| 4 | 《被取笑的人》   | 2022年7月14日 |
| 原來施詠和余浪沖同樣曾被網絡欺凌，因此她更希望余浪沖可以重新振作，並承諾只要他游，一定會看到。新一屆的水運會成為李馬榮與黃亞樂競逐全場總冠軍的舞台，黃亞樂終完成個人的「大滿貫」，將紀錄榜上所有項目變成他一人的名字。相反，李馬榮為要破黃亞樂的紀錄而選擇了大量長途賽事，將體力燃燒殆盡之餘，更要在100米背泳的賽事中面對突飛猛進的班長。班長主動讓賽以為掩護，卻被李馬榮視為極大侮辱，兩人產生激烈衝突。 |                  |               |
| 5 | 《一個人的名字》 | 2022年7月15日 |
| 校長為免余浪沖再度重演去年出醜事件而影響校譽，指令Miss翁阻止余浪沖參賽，但她堅決守護學生應有的參賽權利，而不惜開罪校長。得到李馬榮的指導，余浪沖的潛力終於全面爆發，並在50米自由泳爆冷擊敗A班主將羅力森，奪得首面個人金牌！然而高傲的羅力森無法接受敗給一個自己曾經瞧不起的人，頽然退出接下來的接力賽。隊長黃亞樂極力勸阻，反令羅力森將長年被對方壓著的不滿爆發，令五連霸的A班陷入前所未有的危機。 |                  |               |
| 6 | 《爭一口氣》     | 2022年7月18日 |
| C班以上屆的原班人馬與A班展開終極對決，李馬榮的策略，加上脫胎換骨的余浪沖再次挑戰黃亞樂，在最後一棒展開新舊飛魚之戰。比賽過後，兩班惺惺相惜，化敵為友。然而，另一項挑戰隨即來到，名校《冠中書院》邀請《啟賢中學》派出校隊出席他們的校慶邀請賽。對於代表人選，Miss翁與焦Sir各持己見，更令李馬榮與Miss翁再起爭端。Miss翁突然失聯，令李馬榮擔憂不已，追尋下得知一切和Miss翁的舊友Tom有關，對方更提出與Miss翁合作辦藝術展覽，似是借意追求，李馬榮頓感不是味兒。                                                          |                  |               |
| 7 | 《作客》         | 2022年7月19日 |
| Miss翁幾番努力下，余浪沖、李馬榮、班長及黃亞樂終於組成最強校隊出戰《冠中》，然而對方敵意明顯，校隊感受到作客的壓力外，更要面對眾多不公待遇。然而更是激起各人鬥心，堅決在對方的主場以勝利討回公道！施詠雖然身為冠中的風紀，卻不值主隊的所為，為了余浪沖更與校方產生衝突。比賽過程充滿火藥味，卻萬料不到以一場凌辱式的勝利告終。不甘顏面掃地的《冠中》等人竟然糾黨伏擊洩憤，幸得施詠明辨是非，《啟賢》眾人才能成功逃離，然而李馬榮卻為保護Miss翁而受了傷。                                                            |                  |               |
| 8 | 《第三個夏天》   | 2022年7月20日 |
| 施詠放走余浪沖等人後，被全校視為叛徒，慘遭彪哥等人惡意欺凌，余浪沖擔心施詠而日夜陪伴，兩人關係更是密切。暑假前夕，施詠在余浪沖的協助下訪問一個天才學生，過程中卻彰顯了余浪沖的過人天賦，浪漫一曲，情意相合的兩人終於走到一起。凱旋歸來，C班與Miss翁到野外露營慶祝。本應輕鬆愉快的旅程，探險期間李馬榮卻遇上崩塌意外，Miss翁擔心得方寸大亂。危機過後，李馬榮卻見Tom對Miss翁展開熱烈追求，心知不妙。 |                  |               |
| 9 | 《天賦與努力》   | 2022年7月21日 |
| 黃亞樂即將遠赴外國受訓，李馬榮、余浪沖和班長來到海灘與他進行一場告別賽，四人在一望無際的大海中比併，揭開暑假的序幕。活力無限的余浪沖拉著施詠天天玩樂，然而為考大學，施詠覺得需要收拾心情溫習，但余浪沖不但學習能力驚人，更經常無師自通。朝夕相對下，施詠發覺自己與余浪沖的差距更是明顯，並逐漸形成壓力，平凡的她為追趕余浪沖的腳步弄得遍體鱗傷，最後只能忍痛分開。暫別學校的Miss翁在展覽中被Tom出賣，原稿被騙。李馬榮為幫她取回原稿，不惜連夜潛入Tom的公司，卻遇上突然回來的Tom，二人被逼在狹小的會議桌下躲避一夜…… |                  |               |
| 10 | 《不負青春》     | 2022年7月22日 |
| 中學最後一屆水運會，余浪沖無忘與施詠之間的承諾，接受李馬榮的挑戰，再次參加50米自由泳。多年來亦師亦友的二人，終於成為直接對手，首次正面對決。這場天才與努力的對決，終於有了結果。然而兩人卻因為Miss翁被辭退一事而產生誤會，兄弟決裂。到DSE放榜當日，神秘泳手章浩以《冠中》校友的身份向余浪沖下戰書，約戰一場4x50四式接力賽！為迎戰這個被譽為「努力的天才」，余浪沖希望找回擅長蝶泳的李馬榮重組接力隊。而李馬榮在大學上課期間需要進行分組，期間遇上了Miss翁。                                                         |                  |               |

## 拍攝場景
本劇海報及水運會舉辦地點在康文署轄下，位於紅磡大環山游泳池進行拍攝。不過由於租借場地問題，最後需要在11月的寒冷天氣下進行拍攝。劇組亦到汀九麗都灣泳灘取景。
本劇與同期拍攝製作的無綫電視青春校園電視劇《青春本我》均取景自九龍塘陳樹渠紀念中學舊校舍。冠中書院取景在南區田灣邨香港威雅學校，練習泳池為置富南區廣場史丹福會。
露營的場景，取自於沙頭角的營喜野外露營場。而結局篇部份場景於黃埔天地和「Flames」西餐廳拍攝。
施穎溫習的自修室，為一所小學內。

## 犯駁之處
- 在現實中的香港，一般中學的校內體育比賽，均以社為參賽單位。而劇中啟賢中學的水運會，則以班級為參賽單位；但在水運會比賽期間C班啦啦隊所展示的以及李馬榮在家中所收藏的C班旗幟，卻印上「House Of Confidence」的字樣（House為社之英語）。此劇導演兼原著小說作者馮志強解釋，原著小說中的啟賢中學分有班制及社制，而比賽時會分為甲乙丙組（如中四、中五及中六為甲組）不同班級會一同比賽；至於社方面，除了「House Of Confidence」外，還有「House Of Ambition」、「House Of Brilliance」及「House Of Dignity」。惟因篇幅所限，若故事中的細節逐一介紹各班級及各社，節奏會變得很慢，故電視劇版本只能集中交代重點，即只著重交代A班及C班。[11]

## 評價
網民洗版式批評劇情內容「暴走」和離奇，包括明目張膽想發展師生戀。Miss翁作為老師不斷與學生李馬榮單獨相處，甚至帶他回家並一同吃晚飯。而班主任焦Sir亦當面在學生黃亞樂面前指李馬榮「心地唔好」，質疑為何MakerVille仍然接受。網民指第7集一切設定都相當不合理，首先啟賢四子與Miss翁到傳統名校冠中書院參與友誼賽，遭到冠中書院上下惡劣對待，例如安排四子在雜物房更衣，胡亂安排比賽時間，甚至故意撞傷黃亞樂，而冠中校長亦與Miss翁針鋒相對，完全沒有名校風範。後來冠中學生因輸了比賽而糾眾襲擊啟賢四子與Miss翁，網民指學生不可能因「太愛學校」而作出妄顧校譽，甚至做出犯法的暴力行為，形容像“黑社會咁亂棍打”。而黃亞樂比賽期間更能夠用「一隻腳」夠追回所有差距和反超前，最後勝出比賽，認為是違反常識。而第九集游水戲份非常少，大部份時間聚焦主角的感情生活。
影評人游大東認為此劇若非有偶像主演維持網絡討論度，劇集“定必「死」得更慘”，質疑編導馮志強是否知道問題所在。
另外，劇中演員的咬字遭受批評，有觀眾表示要看字幕才清楚呂爵安和吳啟洋所說的對白。呂爵安亦親自回覆，表示多謝觀眾的意見，會繼續改善。

## 軼事
- ViuTV及導演馮志強一度宣傳此劇名稱為《i.SWIM》，但在臨近首播時ViuTV社交平台的帖文及製作公司MakerVille的官方網站顯示名稱為《I SWIM》（沒有「.」及小楷「i」轉為大楷「I」）。

## 收視
| 集數                      | 播映日期                     | 電視直播收視 | 備註            |
| I SWIM 製作特輯：最後召集 | 2022年7月9日                 | 3.2點        | [ 18 ]          |
| 1－5                      | 2022年7月11日－2022年7月15日 | 5.8點        | [ 19 ]          |
| 6－10                     | 2022年7月18日－2022年7月22日 | 沒有資料     | 第10集收視5.5點 |

## 海外播放
本劇於2022年7月27日起在加拿大新時代電視晚上9時播出，並透過有獎遊戲派發珍藏禮品，包括《I SWIM》全紀錄集 (iSwim Book) 及一套7張劇集主角明信片。

## 記事
- 2021年7月13日，此劇於網上進行選角活動，以「入水能游 出水能演 招募男女子代表 混合接力演出ViuTV新劇《i.SWIM》!」為題，公開招募視覺年齡15至20歲的演員參與拍攝。[21]
- 2021年8月23日：本劇於葵涌舉行開鏡拜神儀式。[22]
- 2021年12月1日：此劇正式煞科。[23]
- 2022年3月18日：芝加哥亞洲躍動電影節宣布，此劇首兩集故事將率先於電影節中放映。[24]
- 2022年7月5日：此劇演員呂爵安、魏浚笙、吳海昕、邱士縉、王智德、吳啟洋、歐鎮灝、葉振弘、王智騫、袁澧林、陳毅燊及黃奕晨出席記者會。[25]

## 外部連結
- ViuTV：I SWIM （页面存档备份，存于）
- MakerVille：I SWIM （页面存档备份，存于）
- 豆瓣电影上《I SWIM》的資料 （简体中文）

| 香港 ViuTV 星期一至五 21:30－22:30       | 香港 ViuTV 星期一至五 21:30－22:30                            | 香港 ViuTV 星期一至五 21:30－22:30 |
| ---------------------------------------- | ------------------------------------------------------------- | ---------------------------------- |
|                                          | I SWIM （2022年7月11日－2022年7月22日）                       |                                    |
| 冥冥之中 （2022年5月30日－2022年7月8日） | 戀愛Staycation（非戲劇節目） （2022年7月25日－2022年8月12日） |                                    |

| 加拿大 新時代電視1高清台 西岸時間／溫哥華 星期一至五 20:05－21:00 | 加拿大 新時代電視1高清台 西岸時間／溫哥華 星期一至五 20:05－21:00 | 加拿大 新時代電視1高清台 西岸時間／溫哥華 星期一至五 20:05－21:00 |
| ----------------------------------------------------------------- | ----------------------------------------------------------------- | ----------------------------------------------------------------- |
|                                                                   | I SWIM （2022年7月27日－2022年8月9日）                            |                                                                   |
| 冥冥之中 （2022年6月15日－2022年7月26日）                         | 一笑渡凡間 （2022年8月10日－2022年9月6日）                        |                                                                   |
| 東岸時間／多倫多 星期一至五 20:05－21:00                          |                                                                   |                                                                   |
| 冥冥之中 （2022年6月15日－2022年7月26日）                         | I SWIM （2022年7月27日－2022年8月9日）                            | 一笑渡凡間 （2022年8月10日－2022年9月6日）                        |